# باتريك سوبيرغ
باتريك سوبيرغ (بالسويدية: Patrik Sjöberg)‏ هو منافس ألعاب قوى سويدي، ولد في 5 يناير 1965 في غوتنبرغ في السويد.

## وصلات خارجية
- باتريك سوبيرغ على موقع الاتحاد الدولي لألعاب القوى (الإنجليزية)
- باتريك سوبيرغ على موقع اللجنة الأولمبية الدولية (الإنجليزية)
- باتريك سوبيرغ على موقع أوليمبيديا (الإنجليزية)
- باتريك سوبيرغ على موقع اللجنة الأولمبية السويدية (السويدية)
- باتريك سوبيرغ على موقع IMDb (الإنجليزية)
- باتريك سوبيرغ على موقع ديسكوغز (الإنجليزية)